# لويز بارنز
لويز بارنز (بالإنجليزية: Louise Barnes)‏  (ولدت في 26 أبريل 1974) هي ممثلة من جنوب أفريقيا. حصلت لويز بارنز على شهرتها في جنوب أفريقيا لأدوارها المختلفة في الأفلام والبرامج التلفزيونية المنتجة محليًا. اشتهرت بدورها في فيلم رعب في جنوب أفريقيا والمملكة المتحدة لعام 2009 ( Surviving Evil )، حيث تألقت إلى جانب (بيلي زين Billy Zane)، و(كريستينا كول Christina Cole )، وناتالي مندوزا Natalie Mendoza.
كما لعبت دور (ميراندا بارلو Miranda Barlow) في المسلسل التلفزيوني الأمريكي Black Sails عام 2014 ، الذي أنتجه (مايكل باي Michael Bay ) وجوناثان شتاينبرغ Jonathan E. Steinberg.

## الحياة والتعليم
ولدت لويس بارنز في (كوازولو ناتال KwaZulu-Natal )وتخرجت من جامعة University of Witwatersrand مع مرتبة الشرف في الفنون المسرحية.
تعيش في جوهانسبرغ مع زوجها وابنتها.
تلقت إشادة من النقاد لأدائها على مسلسل Scandal! فازت بجائزة SAFTA لأفضل ممثلة في تلفزيون الصابون TV Soap.

## اعمالها
تألقت لويز بارنز في العديد من الأفلام والمسلسلات في جنوب إفريقيا التي شملت Egoli و 7de Laan و Binnelanders و Scandal !و، Sorted و Suburban Bliss و S.O.S. و في الإنتاج الجنوب أفريقي / الكندي Jozi-H. وقد ظهرت في المسلسل التلفزيوني الأمريكي عام 2014 Black Sails ، والذي تلقت منه إشادة من النقاد لأدائها.
وصفت مجلة Entertainment الأسبوعية شخصيتها بأنها مثيرة للاهتمام وغامضة . ومتلث في الموسم الثاني الذي تم تصويره في كيب تاون بجنوب أفريقيا وتم بثه في عام 2015.

### افلام
| السنة | الفيلم              | الدور         | Notes |
| ----- | ------------------- | ------------- | ----- |
| 1993  | Where Angels Trend  | -             |       |
| 2002  | Boarderline         | Karen Kendler |       |
| 2003  | Hoodlun & Son       | Celia         |       |
| 2004  | Critical Assignment | Laura         |       |
| 2009  | Surviving Evil      | Rachel Rice   |       |

### تلفزيون
| السنة     | العمل                      | الدور                    | Notes                                  |
| --------- | -------------------------- | ------------------------ | -------------------------------------- |
| 1996      | Suburban Bliss             |                          |                                        |
| 1997-2000 | Egoli                      | Adele de Bruyn de Koning |                                        |
| 2006-2007 | Jozi-H                     | Jocelyn Del Rossi        |                                        |
| 2011      | The Sinking of the Laconia | Mary Bates               |                                        |
| 2009-2013 | Scandal!                   | Donna Hardy              | SAFTA Winner—Best Actress in a TV Soap |
| 2014-2015 | Black Sails                | Miranda Barlow           |                                        |
| 2017      | Outsiders                  | Moregon                  |                                        |

## وصلات خارجية
- TVSA
- لويز بارنز على موقع IMDb (الإنجليزية)
- لويز بارنز على موقع قاعدة بيانات الفيلم (الإنجليزية)